# Janusz Bronowicz
Janusz Krzysztof Bronowicz (ur. 22 lipca 1960 w Zgorzelcu) – generał dywizji Wojska Polskiego.

## Życiorys
W latach 1980–1984 był podchorążym Wyższej Szkoły Oficerskiej Wojsk Zmechanizowanych im. Tadeusza Kościuszki we Wrocławiu. Po ukończeniu szkoły dowodził plutonem, kompanią i batalionem oraz pełnił funkcję starszego oficera operacyjnego sztabu 42 Pułku Zmechanizowanego w Żarach. W latach 1989–1992 był słuchaczem Wojskowej Akademii im. M. Frunzego w Moskwie. Po ukończeniu studiów został wyznaczony na stanowisko szefa sztabu-zastępcy dowódcy 89 Pułku Zmechanizowanego w Żaganiu, potem był dowódcą 11 Brygady Zmechanizowanej im. Hetmana Wielkiego Koronnego Stanisława Żółkiewskiego w Żarach.
W latach 2001–2002 był Dowódcą Polskiego Kontyngentu Wojskowego UNDOF w Syrii. Po powrocie do kraju został wyznaczony na stanowisko Zastępcy Komendanta Wyższej Szkoły Oficerskiej Wojsk Lądowych. W 2005 ukończył Podyplomowe Studia Polityki Obronnej w Akademii Obrony Narodowej w Rembertowie. W sierpniu tego roku objął dowództwo 21 Brygady Strzelców Podhalańskich im. gen. bryg. Mieczysława Boruty-Spiechowicza w Rzeszowie. 15 sierpnia 2005 Prezydent Rzeczypospolitej Polskiej Aleksander Kwaśniewski mianował go generałem brygady.
W październiku 2007 ówczesny Minister Obrony Narodowej, Aleksander Szczygło odwołał go ze stanowiska dowódcy brygady.
1 stycznia 2008 objął obowiązki szefa Wojsk Pancernych i Zmechanizowanych w Dowództwie Wojsk Lądowych.
W okresie od 26 października 2009 do 20 kwietnia 2010 dowodził VI zmianą Polskiego Kontyngentu Wojskowego w Afganistanie. 1 marca 2011 został wyznaczony, a 4 marca 2011 objął stanowisko dowódcy 16 Pomorskiej Dywizji Zmechanizowanej im. Króla Kazimierza Jagiellończyka w Elblągu. 9 sierpnia 2011 Prezydent Rzeczypospolitej Polskiej Bronisław Komorowski mianował go generałem dywizji.
W 2013 został wyznaczony na stanowisko szefa Zespołu ds. Inspektoratu Wojsk Lądowych w Grupie Organizacyjnej Dowództwa Generalnego Rodzajów Sił Zbrojnych. Z dniem 1 stycznia 2014 objął stanowisko Inspektora Wojsk Lądowych w Dowództwie Generalnym Rodzajów Sił Zbrojnych. Stanowisko Inspektora Wojsk Lądowych w Dowództwie Generalnym Rodzajów Sił Zbrojnych zajmował do 4 marca 2016. Z dniem 5 marca 2016 został skierowany do zakończenia zawodowej służby wojskowej w 16 Pomorskiej Dywizji Zmechanizowanej w Elblągu. W 2016 zakończył zawodową służbę wojskową.

## Odznaczenia
- Złoty Krzyż Zasługi – 2004[4]
- Srebrny Krzyż Zasługi – 1998[5]
- Gwiazda Afganistanu (2)
- Srebrny Medal „Siły Zbrojne w Służbie Ojczyzny”
- Złoty Medal „Siły Zbrojne w Służbie Ojczyzny”
- Złoty Medal „Za Zasługi dla obronności kraju”
- Odznaka Skoczka Spadochronowego Wojsk Powietrznodesantowych
- Odznaka tytułu honorowego „Zasłużony Żołnierz RP” III Stopnia (Brązowa)
- Odznaka GROM
- Odznaka pamiątkowa 16 PDZ
- Odznaka pamiątkowa 11 BZ
- Odznaka pamiątkowa DG RSZ
- Odznaka pamiątkowa 15 BZ
- Odznaka pamiątkowa 3 BRt
- Odznaka pamiątkowa WSzW Olsztyn
- Odznaka Honorowa Wojsk Lądowych
- Odznaka absolwenta Podyplomowych Studiów Polityki Obronnej AON
- Odznaka honorowa „Za Zasługi dla Związku Kombatantów RP i Byłych Więźniów Politycznych”
- Medal „Zasłużony dla miasta Mławy” – 2012[6][7]
- Medal pamiątkowy 70 rocznicy sformowania 12 Pułku Piechoty – 2014
- Medal ONZ za misję UNDOF (2)
- Medal NATO za misję ISAF (2)
- Krzyż Honoru Bundeswehry w Złocie – Niemcy, 2016
- Joint Service Commendation Medal – Stany Zjednoczone, 2010